# Битва при Вимпфене
Битва при Вимпфене (нем. Schlacht bei Wimpfen) — сражение Тридцатилетней войны, произошедшее 6 мая 1622 года, в котором силы Священной Римской империи и Католической лиги под командованием Иоанна Церкласа Тилли и Гонсало Фернандеса де Кордобы одержали победу над протестантскими войсками Георга Фридриха, маркграфа Баден-Дурлаха.

## Военная обстановка
Накануне сражения пришли известия о появлении войск Христиана Брауншвейгского к северу от Неккара. Эта было хорошей новостью для Мансфельда и маркграфа Баденского, которые надеялись объединиться до большого сражения.
Желая выиграть время и пытаясь заставить противника разделить силы, граф Мансфельд переправился через Неккар возле Гейдельберга, пока Георг Фридрих отправился на восток, чтобы пересечь реку возле Вимпфена. План провалился, так как Тилли и Кордоба не разделились, а обрушились объединёнными силами на маркграфа Баденского возле Вимпфена.

## Ход сражения
Перед лицом превосходящего противника маркграф построил войска на невысоком холме рядом с деревней. Тилли начал атаку, однако конница протестантов внезапно контратаковала и захватила батарею испанцев. Оправившись от неожиданности, испанцы и имперцы рассеяли протестантскую кавалерию и вернули свои орудия, после чего продолжили атаку. Протестантская пехота оказывала эффективную оборону, сплотившись около сильной артиллерийской позиции, пока случайное попадание испанского ядра не взорвало пороховые запасы баденцев и не внесло сумятицу в их ряды. Католики захватили холм и разгромили пехоту, убив и ранив 2000 человек. Георг Фридрих бежал в Штутгарт лишь с несколькими верными ему людьми.
Практически уничтожив армию маркграфа Баденского, Тилли и Кордоба бросились на перехват Мансфельда, чтобы не допустить его соединения с Христианом Брауншвейгским.